# Onalenna Baloyi
Onalenna Oabona Baloyi (* 6. Mai 1984 in Mahalapye) ist ein ehemaliger botswanischer Mittelstreckenläufer. Er war spezialisiert auf den 800-Meter-Lauf und trat bei den Olympischen Sommerspielen 2008 in Peking an.

## Karriere
Baloyis erster großer internationaler Wettkampf waren die Leichtathletik-Weltmeisterschaften 2005 in Helsinki, Finnland. Er schied im Vorlauf aus. Ein Jahr später nahm er an den Commonwealth Games 2006 in Melbourne, Australien, teil. Er trat erneut über 800 Meter an und belegte diesmal in seinem Lauf den 3. Platz und qualifizierte sich für das Finale. im Finale erreichte er Rang 8.
Baloyi vertrat Botswana bei den Olympischen Sommerspielen 2008, wo er über 800 Meter antrat und den 38. Rang erreichte.

## Doping
Im Jahr 2010 wurde Baloyi von der IAAF wegen der Einnahme leistungssteigernder Substanzen für zwei Jahre gesperrt. Während seines Trainings in Deutschland holte er sich in der Apotheke seinen üblichen Energydrink, der jedoch ausverkauft war. Er erhielt Ersatz, der verbotene Substanzen enthielt. Nach fünf Jahren wurde Baloyi vom Botswana National Olympic Committee eingeladen, an einem Anti-Doping-Workshop teilzunehmen, und hoffte auf eine Rückkehr in die Leichtathletik.